# آرنل پیندا
آرنل پیندا، (به انگلیسی: Arnel Pineda) (زاده ۵ سپتامبر ۱۹۶۷) یک ترانه‌سرا-خواننده فلیپینی است که از سال ۲۰۰۷ به عنوان خواننده اصلی گروه راک امریکایی جرنی فعالیت دارد. وی در ۲۵ سال گذشته در موسیقی در فیلیپین موفق بوده‌است.

آرنل در استان مانیل زاده شده‌است. وی دوران کودکی را با تنگدستی گذارنده‌است. مادر وی زمان که سیزده سالگی بود به علت بیماری قلبی درگذشت. در ۱۹۸۲ در پانزده سالگی وی خواننده اصلی گروه فیلیپینی ایوجس بود. ایوجس در ۱۹۸۶ به امو تبدیل شده و برنده موسیقی راک فیلیپین شد.